# Оленовка (Магдалиновский район)
Оленовка (укр. Оленівка) — село,
Оленовский сельский совет,
Магдалиновский район,
Днепропетровская область,
Украина.
Код КОАТУУ — 1222385301. Население по переписи 2001 года составляло 1427 человек.
Является административным центром Оленовского сельского совета, в который не входят другие населённые пункты.

## Географическое положение
Село Оленовка находится на расстоянии в 0,5 км от пгт Магдалиновка.
По селу протекает пересыхающий ручей с запрудой.

## История
- В 1886 году в селе Оленовка проживало 592 жителя.

## Экономика
- «Хлебодар», ЧП.
- «За мир», кооператив.
- «Агро-Овен», ООО.

## Объекты социальной сферы
- Школа.
- Детский сад.

## Известные люди
- Ворона, Любовь Кирилловна (род. 1931) — Герой Социалистического Труда.